# The Globalist
The Globalist — песня английской рок-группы Muse, одиннадцатый трек с седьмого студийного альбома группы Drones. Апокалиптическая песня, она служит продолжением «Citizen Erased». Часть этой песни содержит музыку, основанную на «Nimrod» из Enigma Variations, сочиненной Эдвардом Элгаром. Песня следует за «Aftermath», которая сосредоточена на главном герое альбома, открывающем любовь. Мэттью Беллами сказал, что негативные истории альбома, «The Globalist» и «Drones», служат эпилогом. Длящаяся десять минут и семь секунд, это вторая самая длинная песня в дискографии Muse, после «Exogenesis: Symphony».

## Концепция
«The Globalist» рассказывает историю о решении главного героя стать диктатором, намеревающимся уничтожить всё и всех с помощью беспилотных летательных аппаратов. Песня разделена на три части. В первой части рассказывается о происхождении главного героя, когда он начинает бунтовать против системы, которая не воспитала его с любовью и заставила его захотеть «превратить Землю в свое желание».
После того, как главный герой получает код, который Muse слово в слово спрятали в песне, он начинает Третью мировую войну. Обратный код содержит фрагменты из первых семи песен альбома и состоит из следующих строк:
- Dead inside (из одноимённой песни)
- A fu**ing psycho (из песни «Psycho»)
- The world just disavows (из песни «Mercy»)
- Kill by remote control (из песни «Reapers»)
- Programmed to obey (из песни «The Handler»)
- I’m a Defector (из песни «Defector»)
- Our freedom’s just a loan (из песни «Revolt»)

Во второй части главный герой становится безумным и разрушает мир с помощью ядерного оружия, передаваемого через беспилотники. Третья часть посвящена последствиям решения главного героя, поскольку он осознаёт, что «больше нечего любить».

## Критика
«The Globalist» получила неоднозначные отзывы. Rolling Stone описал композицию как «грандиозный гимн отчаяния с горячим джемом в центре», восхваляя послание песни.